# Saint Paradise
Saint Paradise, noto anche come Saint Seiya Paradise, è un videogioco di ruolo ambientato nel mondo dei Cavalieri dello zodiaco: il giocatore gioca con Pegasus e gli altri Cavalieri di bronzo in versione super deformed percorrendo tutta la serie animata (esclusa la parte di Asgard) dalla fine della Guerra Galattica fino alla saga di Nettuno, cercando di sconfiggere tutti i nemici che incontra.